# Бібліографічне посилання
Бібліографічне посилання — сукупність бібліографічних відомостей про цитований, розглядуваний або згадуваний в тексті документа інший документ, необхідних і достатніх для його загальної характеристики, ідентифікації та пошуку.
Бібліографічні посилання можуть розташовуватися:
- в основному тексті (внутрішньотекстові посилання);
- у підрядкових примітках (підрядкові посилання);
- у позатекстових примітках (у коментарях).

Внутрішньотекстове посилання наводять у тексті в круглих дужках.
Підрядкові бібліографічні посилання наводять у нижній частині сторінки, відокремлюючи їх горизонтальною лінією.
Кожне підрядкове посилання нумерується в тій послідовності, у якій подаються цитати чи посилання в тексті.
При цитуванні підряд одного й того самого твору (документа) у підрядкових примітках назву твору не повторюють, а заміняють словами «Там саме», або «Ibid» (для іноземних джерел).
У підрядкових бібліографічних посиланнях іноді вказують і посилання на «непрямі цитати», тобто коли автору не вдалося знайти оригінал цитованого твору. Такі підрядкові посилання можуть мати такий вигляд: Цит. за:… (де вміщують бібліографічний опис твору, з якого запозичено цитату).
Позатекстові бібліографічні примітки (коментарі), як правило, вміщують у кінці тексту із зазначенням, наприклад, «Примітки до розділу 2.5», де в нумерованому порядку розташовані всі бібліографічні записи, на які було зроблено посилання в тексті.
У такому разі в тексті вже не дають ні текстових розгорнутих, ні підрядкових посилань і приміток, а після закінчення цитати в квадратних дужках ставлять порядковий номер за списком у кінці твору.
При написанні дисертацій не варто давати підрядкові бібліографічні посилання, а краще в квадратних дужках наводити посилання на номер у списку літератури.

## Стилі
- ДСТУ 8302:2015
- MLA (англ. Modern Language Association) стиль — гуманітарні науки
- APA (англ. American Psychological Association) стиль — суспільні та природничі науки
- Chicago/Turabian стиль — фізичні, природничі та суспільні науки
- Harvard стиль — гуманітарні науки та суспільні науки, медицина
- ACS (англ. American Chemical Society) стиль — хімія та інші природничі науки
- AIP (англ. American Institute of Physics) стиль — фізика
- IEEE (англ. Institute of Electrical and Electronics Engineers) стиль — інженерія, електроніка, телекомунікації, інформатика та інформаційні технології
- Vancouver стиль — медицина та фізичні науки
- OSCOLA — стандарт Оксфордського університету для цитування юридичних документів
- APS (англ. American Physics Society) стиль
- Springer MathPhys стиль[2]

## Програмні засоби
Існує велика кількість програмних застосунків для полегшення створення, редагування та використання (в тексті) бібліографічних посилань та застосування до них стилей.
Класичним канонічним прикладом є типографічна система TeX (LaTeX) та її бібліографічний формат BibTeX, заснований на ній текстовий процесор LyX і його розшинення для створення високоякісних структурованих наукових презентацій beamer.
Деякі інші застосунки:
- cb2bib
- JabRef
- zotero